# 祖父江一郎
祖父江 一郎（そふえ いちろう、1945年 - ）は日本の歴史小説作家、時代小説作家。本名、小林 伸男（こばやし のぶお）。群馬県多野郡万場町（現：神流町）生まれ。神奈川大学第二経済学部卒業。

## 略歴
横浜市役所勤務の後、通信社記者、フリーライターなど様々な職業を経る。仕事の傍ら、小説や映画の脚本の執筆活動を行う。1980年（昭和55年）、映画脚本『一ノ倉沢』にて第6回城戸賞入選。2000年（平成12年）、前田利家の家臣、片山延高の波乱万丈な人生に、利家夫人まつとの関係を絡めて描いた『関ヶ原前譜 ある逆臣の生涯』にて小説家デビュー。資料検証と人間洞察に優れた歴史小説を手掛ける。デビュー前は講談社の編集者、宮本近志に徹底的に鍛えられ、また政治家秦野章への取材から学ぶことが多かったと言う。

## 受賞歴
- 1980年 第6回城戸賞入選（『一ノ倉沢』、「小林 伸男」名義）

## 作品リスト
※ 単行本の刊行順に記す。
- 関ケ原前譜 ある逆臣の生涯（2000年2月、角川春樹事務所、2001年12月、「加賀芳春記 ある逆臣の生涯」に改題の上角川春樹事務所ハルキ文庫） ISBN 4-89456-950-7
- 関ケ原決戦 明日を築く闘い（2000年9月、角川春樹事務所、2002年6月、「まつと家康 明日を築く闘い」に改題の上ハルキ文庫） ISBN 4-89456-967-1
- 関東郡代御用留（2001年12月、集英社） ISBN 4-08-775300-X
- 阿部正弘 日本を救った幕末の大政治家（2002年6月、PHP研究所PHP文庫） ISBN 4-569-57754-7
- 中居屋炎上 幕末士伝（2002年10月、集英社） ISBN 4-08-775298-4
- ある沖仲仕の生涯 古きミナトの秘話（2005年8月、疾風怒涛社） ISBN 4-903227-00-6
- もう一つの黒船 横浜御開港場中居屋始末（2005年11月、疾風怒涛社） ISBN 4-903227-01-4
- ミナト・ヨコハマ・親子情話 ある家族の肖像（2006年8月、疾風怒涛社） ISBN 4-903227-02-2